# José Guadalupe Rubio
José Guadalupe Rubio Talamantes, más conocido como Lupe Rubio (Gómez Palacio, Durango, México; 14 de marzo de 1966), es un exfutbolista mexicano. Nació en la Colonia Santa Rosa de Gómez Palacio. Jugó en la posición de defensa y su último equipo fue Toros Neza. Actualmente dirige a los Tuzos UAZ.

## Trayectoria
Inició en 1985 en el equipo Panteras Torreón de la Segunda División "B" en donde tuvo actuaciones destacada, que lo llevó a los Halcones EMSA de la Ciudad de México, en el cual estuvo tan sólo tres meses y entonces regresó a Panteras. A su regreso a Panteras fue subcampeón de goleo individual, lo cual fue determinante para que Santos Laguna lo contratara en junio de 1987.
Su primer partido con Santos fue contra La Piedad, entró de cambio en lugar de Manuel Parra y anotó el gol con el que el equipo ganó 1-0. Jugó durante diez años en Santos Laguna, desde la última temporada del equipo en Segunda División, la 1987-1988, hasta el Verano 1997, habiendo sido subcampeón con los Guerreros en la campaña 1993-1994 y campeón en el Invierno 1996. Participó en 181 partidos en Primera División y anotó 11 goles. En el Invierno 1997 fue transferido al equipo Toros Neza, en el que año y medio después concluyó su carrera.
En el 2011 se le fue reconocido como "Guerrero de Honor", reconocimiento que se les da a los mejores futbolistas en la historia del Santos Laguna.

## Clubes

### Como jugador
| Club             | País   | Año         |
| ---------------- | ------ | ----------- |
| Panteras Torreón | México | 1985 - 1987 |
| Santos Laguna    | México | 1987 - 1997 |
| Toros Neza       | México | 1997 - 1998 |

### Como entrenador
| Club            | País   | Año           |
| --------------- | ------ | ------------- |
| Tuzos de la UAZ | México | 2014-presente |

## Palmarés
| Título                     | Club          | País   | Año  |
| -------------------------- | ------------- | ------ | ---- |
| Primera División de México | Santos Laguna | México | 1996 |